# Caistor
Caistor is een civil parish in het bestuurlijke gebied West Lindsey, in het Engelse graafschap Lincolnshire met 2674 inwoners.

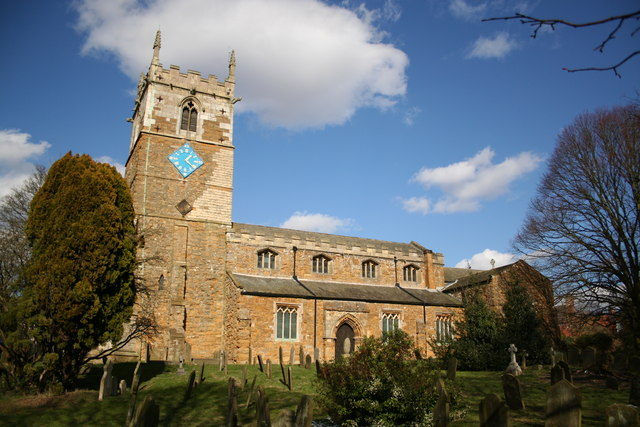
Kerk van St. Petrus en St. Paulus